# Methanocaldococcaceae
Famille
Classification phylogénétique
- Classe : Methanococci
  - Ordre : Methanococcales
    - Famille : Methanocaldococcaceae
      - Genre : Methanocaldococcus
      - Genre : Methanotorris

    - Famille : Methanococcaceae
      - Genre : Methanococcus
      - Genre : Methanothermococcus

Les Methanocaldococcaceae sont une famille d'archées méthanogènes de l'ordre des Methanococcales.